# Ulica Jana Klemensa Branickiego w Choroszczy
Ulica Jana Klemensa Branickiego – najstarsza ulica w mieście. Nazwę ulicy nadano by uczcić pamięć właściciela Choroszczy, hetmana wielkiego koronnego, kasztelana krakowskiego, żyjącego w latach 1689–1771 – Jana Klemensa Branickiego.

## Historia
Ulicę przed II wojną światową nazywano Złotoryjską, po wojnie Branickiego. Następnie w latach 1952–1956 połączono z ul. Piłsudskiego i nadano wspólną nazwę Józefa Stalina. Pod koniec 1956 roku ul. Branickiego wróciła do swej starej nazwy Branickiego, zaś Piłsudskiego na Sienkiewicza.

## Otoczenie
- Najstarsza kamienica w Choroszczy
- Stara poczta (przeniesiona na ul. Powst. Styczniowego)

## Funkcje
- Ulica częściowo jest fragmentem drogi powiatowej nr 1552 B : Choroszcz - Ruszczany - Rogówek - Rogowo - Pańki